# Orli Staw
Orli Staw – część wsi Nowe Prażuchy w Polsce, położona w województwie wielkopolskim, w powiecie kaliskim, w gminie Ceków-Kolonia.
Orli Staw wchodzi w skład sołectwa Nowe Prażuchy.
W latach 1975–1998 Orli Staw należał administracyjnie do województwa kaliskiego.